# 重庆洋河体育场
重庆洋河体育场，位于中国重庆市江北区，是一座可容纳32,000名观众的综合性体育场，同时也是中国足球超级联赛球会重庆力帆足球俱乐部代表队的主赛场。

## 历史
洋河体育场在2001年被力帆集团斥资8000万元人民币购入，并随后取代了大田湾体育场成为了重庆力帆队的主场。力帆集团随后又投资，在该体育场周边修建了文化广场等一系列附属设施。
2009年初，刚刚升入中超联赛的重庆力帆被爆出更换主场的传闻，更有传言说洋河体育场将被改为花鸟市场，但后来力帆俱乐部总经理陈宏出面否定了这个传闻，宣称洋河体育场仍是力帆队2009赛季中超联赛的主场。